# Bupleurum pachnospermum
Bupleurum pachnospermum là một loài thực vật có hoa trong họ Hoa tán. Loài này được Pancic mô tả khoa học đầu tiên năm 1874.